# Edinburgh Academical FC
Der Edinburgh Academical Football Club ist ein Rugby-Union-Verein, der in der Scottish National League Division One spielt. Die Heimspiele werden im Raeburn Place in Edinburgh ausgetragen. Er ist der älteste Rugby-Union-Vereins Schottlands.
Der Edinburgh Academical Football Club wurde 1857 gegründet. Aufgrund der noch nicht vollzogenen Spaltung zwischen Fußball und Rugby übernahmen die Gründer Rugby nicht mit in den Vereinsnamen. 1871 fand das erste Länderspiel der Geschichte zwischen Schottland und England in der Spielstätte des Vereins statt.
Der Verein stellte in der Geschichte des Sports die meisten Nationalspieler für Schottland, insgesamt über 100.

## Bekannte ehemalige Spieler
| - John Allan - Roger Arneil - Mike Blair - Douglas Elliott - Chris Gray - Bill Maclagan - Dave McIvor - Phil McPherson - Alex Moore | - Scott Murray - Brian Neill - Tom Philip - Jeremy Richardson - Martin Scott - Rowen Shepherd - David Sole - Barry Stewart - Rob Wainwright |